# McBain (Michigan)
Pour les articles homonymes, voir McBain.
McBain est une ville du comté de Missaukee, dans l'État du Michigan, aux États-Unis. En 2020, sa population était de 637 habitants.